# Філіппінсько-американська війна
Філіппінсько-американська війна (англ. Philippine–American War) — військовий конфлікт між Першою філіппінською республікою та Сполученими Штатами Америки у 1899—1902 роках, який завершився після того, як філіппінське керівництво офіційно визнало американську владу. Утім, незначні воєнні дії тривали й надалі, деякі дослідники вважають неофіційною датою їх завершення 1913 рік.

## Привід до війни
У 1896 році на Філіппінах почалися масові повстання проти іспанського панування. Але філіппінським патріотам бракувало підтримки сильної країни. Така знайшлася в особі США. Американський уряд пообіцяв філіппінському народу проголосити Філіппіни незалежною державою. У квітні 1898 року США розпочали військові дії проти Іспанії під приводом допомоги повсталим націоналістам Куби, Філіппін і Пуерто-Рико. Іспанія, яка тримала під своїм пануванням ці країни з XVI століття, програла війну. США багато в чому допомогли країнам, які хотіли здобути незалежність від Іспанії, розгромивши іспанські війська та змусивши вивести їх із території колоній. Однак після війни США насправді не планували надавати цим країнам обіцяної незалежності. Філіппіни проголосили свою незалежність від Іспанії 12 червня 1898 року (рівно за 2 місяці до закінчення Іспано-американської війни), іспанці реально контролювали тільки столицю і її околиці. Однак США не визнали незалежність Філіппін і 10 грудня 1898 року купили в Іспанії Філіппіни за 20 млн доларів, згідно з Паризькою мирною угодою 1898 року, підписаною після закінчення іспано-американської війни. Тепер Філіппіни були цілком юридично та законно територією США, що не входило в плани філіппінських республіканців.
Одією з найвідоміших провокацій до війни зі сторони Філіппін став інцидент, що стався вночі 4 лютого 1899 року на Сан-Хуанському мосту, поблизу Маніли. Американський солдат застрелив філіппінця, котрий проник на військову базу США. Американський солдат намагався зупинити філіппінця, але той ігнорував його команди, навіть ті, які він віддавав жестами. Філіппінець був розпізнаний як диверсант і був ліквідований.
У підсумку Філіппіни стали залежною територією США, і лише 1935 року вони набули статусу автономії в складі США. Філіппінам було остаточно надано незалежність у 1946 році.